# Tomáš Cibulec
Tomáš Cibulec (* 15. Januar 1978 in Havířov, damals ČSSR) ist ein ehemaliger tschechischer Tennisspieler.

## Karriere
Cibulec konzentrierte sich von Beginn seiner Karriere 1996 nur auf die Doppelkonkurrenz. In San Marino gewann er im Jahr 2000 zusammen mit Leoš Friedl seinen ersten ATP-Titel. 2002 erreichte er mit Leander Paes das Halbfinale bei den French Open. 2003 feierte Cibulec an der Seite von Pavel Vízner zwei Turniersiege in Stuttgart und Kopenhagen. Zudem schaffte das Duo im gleichen Jahr auch die Finalteilnahmen in Marseille und Auckland. Cibulec ließ bis 2007 mit verschiedenen Doppelpartnern noch insgesamt fünf weitere Endspiele folgen, welche jedoch allesamt verloren gingen.
Seine höchste Weltranglistenposition erreichte Cibulec am 17. März 2003 mit Rang 21.

## Erfolge

### Doppel

#### Turniersiege
| Nr. | Datum            | Turnier    | Belag     | Partner      | Finalgegner                      | Ergebnis      |
| --- | ---------------- | ---------- | --------- | ------------ | -------------------------------- | ------------- |
| 1.  | 24. Juli 2000    | San Marino | Sand      | Leoš Friedl  | Gastón Etlis Jack Waite          | 7:61, 7:5     |
| 2.  | 24. Februar 2003 | Kopenhagen | Hartplatz | Pavel Vízner | Michael Kohlmann Julian Knowle   | 7:5, 5:7, 6:2 |
| 3.  | 14. Juli 2003    | Stuttgart  | Sand      | Pavel Vízner | Jewgeni Kafelnikow Kevin Ullyett | 3:6, 6:3, 6:4 |

#### Finalteilnahmen
| Nr. | Datum             | Turnier          | Belag     | Partner      | Finalgegner                        | Ergebnis       |
| --- | ----------------- | ---------------- | --------- | ------------ | ---------------------------------- | -------------- |
| 1.  | 31. Dezember 2001 | Chennai          | Hartplatz | Ota Fukárek  | Mahesh Bhupathi Leander Paes       | 7:5, 2:6, 5:7  |
| 2.  | 6. Januar 2003    | Auckland         | Hartplatz | Leoš Friedl  | David Adams Robbie Koenig          | 6:75, 6:3, 3:6 |
| 3.  | 23. Januar 2003   | Mailand          | Teppich   | Pavel Vízner | Radek Štěpánek Petr Luxa           | 4:6, 6:74      |
| 4.  | 10. Februar 2003  | Marseille        | Hartplatz | Pavel Vízner | Sébastien Grosjean Fabrice Santoro | 1:6, 4:6       |
| 5.  | 17. Mai 2004      | St. Pölten       | Sand      | Leoš Friedl  | Mariano Hood Petr Pála             | 6:3, 5:7, 4:6  |
| 6.  | 7. Juni 2004      | Halle            | Rasen     | Petr Pála    | Leander Paes David Rikl            | 2:6, 5:7       |
| 7.  | 13. Juni 2005     | ’s-Hertogenbosch | Rasen     | Leoš Friedl  | Cyril Suk Pavel Vízner             | 3:6, 4:6       |
| 8.  | 8. Oktober 2007   | Moskau           | Hartplatz | Lovro Zovko  | Marat Safin Dmitri Tursunow        | 4:6, 2:6       |